# السورث
السورث (به انگلیسی: Elsworth) یک روستا و محله مدنی در بریتانیا است که در کمبریج‌شر جنوبی واقع شده‌است. السورث ۶۵۷ نفر جمعیت دارد.